# Carlos Girón (actor)
Carlos Girón Longoria (n. Rockville, Maryland; 19 de julio de 1982) es un actor y conductor de televisión mexicano-estadounidense.

## Carrera profesional
Carlos Girón debutó como actor en el mundo de las series de televisión con La casa en la playa en 2000 Como segundo trabajo relacionado con las series apareció en Amigas y rivales en 2001. 
Entre sus últimos trabajos figuran las telenovelas Ni contigo ni sin ti, Sortilegio y Más sabe el diablo, y la miniserie Como dice el dicho.
En 2012 se integra al elenco de la telenovela Corona de lágrimas.
Además es conductor del canal Tiin.
Trabajó como conductor de noticias en ADN40 de 2017 a 2020

## Filmografía

### Televisión
- Médicos, línea de vida (2019-2020) - Juan Pablo "Juanpa"
- Dante Night Show (2019) - El mismo
- Falsa identidad (2019-2021) - Rogelio Bustamante
- Made in México (2018) - Participante
- Las malcriadas (2017) - Mateo Altieri
- Recuerda y gana (2016)- Concursante
- Burócratas (2016)
- Los 15 que soñé pop (2012-2014) - Conductor
- Corona de lágrimas (2012-2013) - César Durán Requena
- Historias de la virgen morena (2012) - Pedro Zárate
- Amores verdaderos (2012) - Rommel
- El encanto del águila (2011) - Luis Segura Vilchis
- Ni contigo ni sin ti (2011) - Eric
- Como dice el dicho (2011) - Episodio "Otra vez huarache"
- Sortilegio (2009) - Gabriel Brito
- Mas sabe el diablo (2009) - Martín Acero
- Central de abasto (2009) - Carlos
- En nombre del amor (2008-2009) - Eric
- Las tontas no van al cielo (2008) - Miguel
- La ley del silencio (2005) - Ramiro
- Decisiones de mujeres (2005) - Felipe
- Alborada (2005) - Cirilo
- Rebelde (2004-2006) - Iván "Roger"
- Amigas y rivales (2001) - Extra
- La casa en la playa (2000) - Billy
- Más allá del puente (1994) - Carlos
- De frente al sol (1992) - Carlos

### Películas
- Paradas continuas (2009) - Chico 1
- Un brillante propósito (2009) - Carlo
- Portrait of a Moment (2005) - Amante